# Езерский, Семён Иванович
Семён Иванович Езерский (1852—1921) — русский военачальник, генерал-лейтенант. Отец Павла Езерского и Агнии Езерской.

## Биография
Родился 1 сентября 1852 года в православной семье дворян Могилевского уезда.
Окончил курс в Гомельской прогимназии и в Рижском пехотном юнкерском училище по первому разряду.
В военную службу вступил унтер-офицером из вольноопределяющихся в 64-й пехотный Казанский Его Императорского Высочества Великого Князя Михаила Николаевича полк 2 июля 1870 года.
После обучения в Рижском пехотном юнкерском училище с 1874 по 1876 годы, в ноябре 1876 года был произведён в прапорщики.
Чины: подпоручик (1877), поручик (1881), штабс-капитан (1883), капитан (1887), подполковник (1893), полковник (1896), генерал-майор (1903), генерал-лейтенант (1910).
Прохождение службы:
- старший адъютант штаба 16-й пехотной дивизии (6.04.1879-13.02.1884);
- офицер пограничной стражи:
  - переведен в пограничную стражу 13 февраля 1884 года и назначен в Вержболовскую бригаду пограничной стражи 23 февраля 1884 года;
  - командир Богушского отряда с 7 апреля 1884 года, сдал Богушский отряд и принял Граевский отряд 28 декабря 1884 года; не сдавая Граевского отряда, принял летучую Рудскую № 5 колонну 5 января 1885 года; сдал летучую Рудскую № 5 колонну 22 марта 1885 года; переведен в Александровскую бригаду пограничной стражи 24 мая 1885 года;
  - сдал Граевский отряд 8 июня 1885 года; исключен из списков Вержболовской бригады и отправился к новому месту службы 9 августа 1885 года;
- старший адъютант штаба 8-го армейского корпуса (12.08.1885-16.07.1890);
- столоначальник Главного штаба (16.07.1890-13.09.1894);
- иркутский полицмейстер (13.09.1894-14.04.1895);
- делопроизводитель Главного военно-санитарного комитета (14.04.1895-23.12.1902);
- член от Военного министерства в военно-окружном совете Московского военного округа (23.12.1902-после 1.05.1903);
- инспектор госпиталей Маньчжурской армии (20.02.1904-9.02.1905);
- инспектор госпиталей тыла (9.02.1905-9.07.1912).

После Октябрьской революции уехал из революционного Петрограда в начале 1918 года (бежал от красного террора) в деревню Глуховку Гомельского уезда (ныне Белоруссия) к своим дальним родственникам. Там и умер в 1921 году.

### Семья

Вторая семья Езерского; Москва, 1902-1903 годы

Был женат вторым браком на вдове Генерального штаба капитана Модерова — Мери Карловне Берг.
Имел детей:
- от первого брака
  - дочь Мария (род. 15 октября 1883) и сын Николай (род. 14 сентября 1886);
- от второго брака
  - сын Павел (род. 17 декабря 1896), дочери Агния и Наталья (род. 11 сентября 1898) и дочь Вера (род. 20 сентября 1904).

## Награды
- Награждён орденами Св. Анны 4-й степени (1878), Св. Станислава 3-й степени с мечами и бантом (1878), Св. Анны 3-й степени с мечами и бантом (1878), Св. Владимира 4-й степени с мечами и бантом (1881), Св. Владимира 3-й степени (1901).